# Grabbezirk eines Persers
Der Grabbezirk eines Persers ist ein erhaltenes Grabensemble des Kerameikos, des bedeutendsten und größten antiken Friedhofs von Athen.
Der Grabbezirk eines Persers gehört zur Nekropole südlich der Gräberstrasse. Er schließt sich westlich an den Grabbezirk des Kephisodoros und der Nikostrate an, östlich folgt ein weiterer Grabbezirk, von dem wahrscheinlich keine Grabdenkmale überliefert sind und der heute unter der Piräusstrasse liegt. Somit ist der Grabbezirk eines Persers das letzte an dieser Stelle vollständig erhaltene Grabdenkmal innerhalb des archäologischen Parks Kerameikos. Dennoch ist er nicht für Besucher ersichtlich, da er heute unter der Aufschüttung am Ende der Gräberstrasse verborgen ist. Im weiteren Verlauf der Gräberstrasse wurden das Relief des Prokles und der Grabnaïskos des Aristonautes gefunden, auch deren Standorte sind heute außerhalb des archäologischen Parks.
Die Frontmauer des vergleichsweise kleinen Grabbezirks war mindestens 2,5 Meter hoch, aber nur 3,93 Meter breit. Sie wurde aus Kalksteinquadern errichtet. Die unterste Stufe der Frontmauer bestand aus zwei jeweils vier Meter breiten Quadern und war somit etwas breiter als der eigentliche Grabbezirk. Darüber folgten wahrscheinlich sechs weitere Quaderschichten. Hinter der Fassade fand sich ein 2,2 Meter breites Fundament für einen Grabnaïskos. In diesem war die Statue eines persisch gekleideten Mannes aufgestellt, von dem in der Nordostecke des Bezirks bei Ausgrabungen unter der Leitung von Alfred Brueckner 1908 noch Fragmente gefunden wurden. Auch der Sockel der Statue ist noch erhalten. Zwei in der Nähe gefundene Reste von Statuen, die skythische Bogenschützen darstellen, sind nicht sicher diesem Grab zuzuweisen, wahrscheinlich stammen sie eher vom Grabbezirk des Dionysios. Anders sieht es Andreas Scholl, der diese beiden Eckfiguren diesem Grab zuweist und es zudem als Grab eines diplomatischen Würdenträgers aus dem persischen Einflussbereich, wohl eines Gesandten oder Gastfreundes aus Phönizien, identifiziert. Derartige Gräber sind mehrfach für den Kerameikos belegt, etwa bei den Gesandtenstelen. Möglich, aber eher unwahrscheinlich ist auch, dass ein Athener in fremdländischer Tracht gezeigt wurde.
Der Grabbezirk und das Grabdenkmal wurden um die Mitte des 4. Jahrhunderts v. Chr. errichtet. Sie hatten nicht sehr lange Bestand, sie wurden nach der verlorenen Schlacht von Chaironeia gegen die Makedonen unter Philipp II. 338 v. Chr. von diesen zerstört und danach nicht wieder errichtet.